# Битка код Кентиш Нока
Битка код Кентиш Нока одиграла се 8. октобра 1652. године између Енглеза и Холанђана. Битка је део Првог англо-холандског поморског рата, а завршена је победом Енглеза.

## Увод
Холандска флота (64 линијска брода) под командом Корнелија де Вита отпловила је, почетком октобра 1652. године из база у Холандији да нападне енглеску главнину која се наводно припремала у Даунсу, на ушћу Темзе. Међутим, енглеска флота (68 линијских бродова) која је у свом саставу, под командом адмирала Роберта Блејка, имала веће и теже наоружане бродове, била је подељена у три ескадре већ је раније испловила и изненадила Вита док је источно од Кентиш Нока престројавао своју флоту.

## Битка
У првој фази битке која је почела 8. октобра у 15 часова, Блејкова и Пенова ескадра увукле су се између противника и Кентиш Нока, а Берн је заостао. У насталом сукобу два су холандска брода тешко оштећена, а неки бродови Пенове ескадре насукали су се у плићацима Кентиш Нока. Вит се затим окреће на југ како би напао заосталог Берна, али га стиже Пен који је успео да се извуче из плитких вода и заузме повољан положај.
Борба се наставила у великом нереду и енеглеске и холандске флоте, а после неколико часова претворила се у више одвојених битака појединих група бродова. Ниједан адмирал није имао добар преглед ни својох ни протвничких положаја. Ипак, током дуге и жилаве борбе обе стране постепено се показала премоћ већих и јачих енглеских бродова. Падом мрка холандска флота се морала повући - иако је исход битке био неодлучан - јер је изгубила три брода, док је већина енглеских бродова била лакше или теже оштећена. Вит је намеравао да сутрадан настави борбу, али су се томе одупрели команданти састава пошто је већина бродова била у лошем стању, а 20 холандских бродова већ је раније самовољно напустило бојиште. Вит је био принуђен да се повуче са главнином. Тактички, због слабог ветра и плићина пред холандском обалом, Енглези их нису гонили.

## Последице битке
Иако је имао пуно тактичко оправдање за не гоњење Холанђана, стратешки адмрал Блејк није схватао основна начела поморске стратегије - није појмио да му је главни задатак уништење противничке ратне флоте, па зато није ни размишљао о одлучнијем гоњењу холандске ескадре.
Још већу грешку учино је Оливер Кромвел јер је на основу примљених извештаја површно закључио да је холандска поморска снага уништена, па је велики број енглеских ратних бродова послао у разне удаљене делове света ради заробљавања холандских трговачких бродова. Адмирал Блејк је остао доста ослабљен са само 45 ратних бродова.
А на холандској страни се дешавало сасвим супротно. Забринути исходом последње битке, Холанђани су појачавали своју флоту свим бродовима које су могли да прикупе. Бродоградилишта су појачаним радом завршавала низ бродова у градњи, а истовремено су поправљала све јединице оштећене у недавној бици. За релативни кртако време Холандија је могла да располаже са веома снажном флтом од 70 ратних бродова.